# Android 16
Android 16 je šestnáctá hlavní verze a celkově dvacátá třetí budoucí verze mobilního operačního systému Android. První veřejná beta verze byla vydána 24. ledna 2025. Vydání k dispozici systému Androidu 16 je plánována na druhé čtvrtletí roku 2025 a bude oznámena verze na konferenci Google I/O.

## Historie

Logo Androidu 16 pro vývojářské a beta verze

Android 16 má interní kódové označení „Baklava“. Toto pojmenování znamená odklon od tradičního abecedního pořadí kódových názvů s motivy dezertů, které bylo charakteristické pro dřívější verze Androidu. Přechod na „Baklavu“ odráží změny v přístupu společnosti Google k vývoji, zejména jejího „Trunk Stable Project“, který od Androidu 14 zjednodušil procesy sestavování a konvence pojmenování.
První vývojářský náhled pro Android 16 byl vydán 19. listopadu 2024. Druhý vývojářský náhled byl vydán 18. prosince 2024. První beta verze byla vydána 23. ledna 2025. Druhá beta verze je vydána 14. února 2025. Třetí beta verze je vydaná 13. března 2025, znamenala milník stability platformy.

## Funkce
Dle oficiálních poznámek k vydání Android 16 přinese tyto funkce:

### Vestavěný výběr fotografií
Výběr fotografií v systému Android byl výrazně vylepšen a nyní podporuje multimediální služby založené na cloudu, jako je například Fotky Google. Uživatelé budou moci snadno vybírat fotografie uložené na svých cloudových účtech, čímž odpadne nutnost přepínat mezi aplikacemi. Nástroj pro výběr také integruje cloudová alba spolu s místním obsahem, a nabízí tak jednotné a optimalizované prostředí. Tato aktualizace navazuje na předchozí verze a rozšiřuje přístup ke starším zařízením se systémem Android pomocí modulárních aktualizací.

### Lékařské záznamy
Android 16 zavede rozšířenou podporu digitálních zdravotních záznamů, což uživatelům umožní konsolidovat lékařské údaje přímo v zařízení. Tato funkce bude podporovat standardizované formáty lékařských dat pro kompatibilitu s různými poskytovateli zdravotní péče a aplikacemi. Díky vylepšené ochraně soukromí budou moci uživatelé bezpečně ukládat a sdílet důležité lékařské informace podle potřeby, čímž se optimalizuje přístup k osobním lékařským údajům a zároveň se upřednostní bezpečnost.

### Privacy Sandbox
Sandbox ro ochranu soukromí v systému Android 16 je pokračováním snahy společnosti Google o novou podobu reklamy s důkladnější ochranou soukromí uživatelů. Funkce omezuje mechanismy sledování a využívá anonymní data a místní zpracování k poskytování personalizovaného obsahu bez narušení soukromí uživatele. Toto vylepšení zajistí soulad s vyvíjejícími se předpisy o ochraně osobních údajů a zároveň zachová robustní podporu reklamních ekosystémů.
Nadšenci také zjistili existenci dalších vyvíjených funkcí, které mohou být implementovány v pozdějších vývojářských verzích, jako je například streamování zvuku do více zařízení současně. a čekací doba na oznámení.

### Battery Health
Třetí beta verze Androidu 16 přináší novou stránku Battery health, která zobrazuje stav baterie a tipy pro prodloužení její životnosti.

### Podpora Auracast Broadcast Audio
Tato funkce umožňuje kompatibilním sluchadlům a sluchátkům přijímat přímé audio streamy z veřejných míst, jako jsou letiště nebo koncerty, což zlepšuje přístupnost pro uživatele s poruchami sluchu.

### Outline Text
Nový způsob zvýraznění textu, který zlepšuje čitelnost pro uživatele se sníženou citlivostí na kontrast.

### Local Network Protection
Nová funkce - Local Network Protection poskytuje uživatelům větší kontrolu nad tím, které aplikace mohou přistupovat k zařízením v jejich místní síti. V této beta verzi je LNP dostupná jako volitelná funkce pro testování.

### Akumulátor pod drobnohledem
Android 16 Beta 3 rovněž přináší novou obrazovku ukazující stav akumulátoru, a to jak z hlediska stavu nabití, tak i z hlediska jeho dlouhodobého stavu. Uživatel dostane možnost měnit chování při nabíjení tak, aby co nejdéle udržel akumulátor v dobré kondici.
- Upravená vyhledávací lišta Nastavení
- Úprava pozadí aplikace Nastavení
- Nové tlačítko Zavřít v nabídce aplikace

## Plán vydání
K vyhodnocení nových funkcí se nabízí předběžný testovací program. Sestavení firmwaru jsou připravena pro zařízení Pixel 6/6a/6 Pro, Pixel 7/7a/7 Pro, Pixel 8/8a/8 Pro, Pixel 9/9 Pro/9 Pro XL/9 Pro Fold, Pixel Fold a Pixel Tablet.
Při vydání se chystá o tři měsíce dříve než v minulosti, a to z důvodu přechodu na nový harmonogram vývoje, podle kterého se každý rok nevydává jedno významné vydání systému Android, ale dvě je první ve druhém čtvrtletí (nikoli ve třetím čtvrtletí jako v minulosti) a druhé ve čtvrtém čtvrtletí. Letní vydání bude obsahovat významné inovace, změny v chování SDK a nové API. Zimní vydání bude obsahovat vylepšení, nová rozhraní API a změny, které nemají vliv na výkon aplikací.